# Николсон, Рэй
Рэй Николсон (англ. Ray Nicholson; род. 20 февраля 1992, Лос-Анджелес, Калифорния) — американский актёр, получивший известность после роли в фильме ужасов «Улыбка 2».

## Биография
Николсон — сын Джека Николсона и Ребекки Бруссар. Появился вместе с Дианой Крюгер в фильме Нила Лабута «Идеальное алиби» (2022). На телевидении появился в сериале Amazon Prime Video 2021 года «Паника». Широкую известность получил после роли в хорроре «Улыбка 2». Режиссёр Паркер Финн признался, что отобрал Николсона в фильм «Улыбка 2» (2024) в качестве дани уважения Джеку Торрансу, персонажу, которого его отец сыграл в «Сиянии» (1980). В 2025 году Николсон снялся в комедийном триллере «Ночь с психопатом» и комедийном боевике «Новокаин».

## Фильмография
| Год  |   | Русское название          | Оригинальное название    | Роль                         |
| ---- | - | ------------------------- | ------------------------ | ---------------------------- |
| 2006 | ф | Запасные игроки           | The Benchwarmers         | ребёнок-кэтчер в Игре №2     |
| 2018 | ф | Чужак                     | The Outsider             | американский биржевой брокер |
| 2019 | ф | Где ты?                   | Where Are You            | Седрик                       |
| 2020 | ф | Девушка, подающая надежды | Promising Young Woman    | Джим                         |
| 2021 | ф | Лакричная пицца           | Licorice Pizza           | Рэй                          |
| 2021 | с | Паника                    | Panic                    | Рэй Холл                     |
| 2022 | ф | Идеальное алиби           | Out of the Blue          | Коннор Бейтс                 |
| 2022 | ф | Что-то от Тиффани         | Something from Tiffany's | Гэри Уилсон                  |
| 2023 | ф | Девушка-гонзо             | Gonzo Girl               | Ларри Люкс                   |
| 2024 | ф | Я люблю тебя навсегда     | I Love You Forever       | Финн                         |
| 2024 | ф | Улыбка 2                  | Smile 2                  | Пол Хадсон                   |
| 2025 | ф | Ночь с психопатом         | Borderline               | Пол Дюерсон                  |
| 2025 | ф | Новокаин                  | Novocaine                | Саймон Гринли                |